# Montréal-la-Cluse
Montréal-la-Cluse település Franciaországban, Ain megyében. Lakosainak száma 3584 fő (2022. január 1.). Montréal-la-Cluse Apremont, Brion, Béard-Géovreissiat, Izernore, Martignat, Nantua és Port községekkel határos.

## Népesség
A település népességének változása:
| Lakosok száma | 1926 | 3042 | 3496 | 3534 | 3410 | 3409 | 3435 | 3456 | 3499 | 3584 |
|               | 1968 | 1982 | 1990 | 2006 | 2013 | 2015 | 2017 | 2019 | 2020 | 2022 |